# 北岳庙
38°37′19″N 114°41′28″E / 38.62194°N 114.69111°E
北岳庙，位于中国河北省保定市曲阳县城内西南隅，是一座道教宫观。

## 历史
北岳庙原名北岳安天元圣帝庙，俗称窦王殿，是为祭祀北岳恒山之神而建。从北魏宣武帝年间到清朝顺治十七年，这里一直是历代帝王遥祭古北岳恒山（大茂山）的场所。北岳庙始建于北魏宣武帝景明、正始年间（500年—508年），唐朝贞观年间（627年-649年）重建。唐朝开元二十三年（735年）扩建。北宋淳化元年（990年）契丹入侵，庙宇遭纵火焚毁，次年，宋太宗下诏重修。元朝初年，辟为道教活动场所，明朝嘉靖年间规模达到顶峰。清朝顺治十七年（1660年）改祀北岳于山西浑源，曲阳北岳庙逐渐衰落。
1982年2月23日，北岳庙被中华人民共和国国务院公布为第二批全国重点文物保护单位。
2015年3月，第十二届全国政协委员、中国道教协会副会长、北京市道教协会会长黄信阳在中国人民政治协商会议第十二届全国委员会第三次会议上提交《要求曲阳北岳庙为道教活动场所开放》的提案。

## 建筑
北岳庙规模宏大。原来南北长542米，东西宽321米，面积173982平方米。现存面积南北长300米，东西宽139米。据《曲阳县志》记载，该庙有三个门，南门（神门，即曲阳县城西南门）、西门（即曲阳县城西门）、后宅门。主要建筑布局呈“田”字形，坐北朝南排列在一条南北中轴线上。自南至北依次有：
- 登岳桥
- 神门：俗称午门，即北岳庙的南门。现存遗址。
- 牌坊：现存遗址。
- 朝岳门
- 御香亭
- 凌霄门
- 三山门
- 飞石殿：现存遗址。
- 德宁之殿：为主体建筑，建于元朝至元七年（1270年），重檐庑殿顶，面阔七间，进深四间，殿内有元代壁画。[5]东西两壁有唐朝吴道子画的《天宫图》，各高8米，长18米，东壁为《云行雨施》，西壁为《万国咸宁》。北山墙背后绘有彩色壁画《北岳恒山神出巡图》，高8米，长27米。壁画均为人物山水画。德宁之殿的天花板、阑额、普柏枋等处的彩绘都有太极图。[6]德宁之殿以西依次是西昭福门、西进禄门（已无存），直到西城门；德宁之殿以东依次是东昭福门、东进禄门（已无存）、大门（已无存）、牌坊（已无存）。
- 后宅门：已无存。[7]

另有碑楼、碑亭等其他建筑8座，分布在中轴线东西两侧。
改革开放后，北岳庙新建了若干建筑和设施：
- 碑廊：始建于2000年，仿古建筑风格，卷棚灰布瓦顶，共60间。碑廊内陈列有110通碑刻，年代包括北魏、唐、宋、元、明、清、中华民国等，字体上包括真、草、隶、篆、行书各体，碑文为祈祷祭文、重修碑刻、游后感、墓志等。[8]
- 石刻馆：北岳庙内有古代雕刻113件，内容有动物、人物、佛像、经幢等等，代表作有：西汉石虎、北魏石狮、北齐背光千佛像、唐代大佛、明代石狮等等。[9]
- 北岳文化陈列馆：前身为曲阳博物馆，始建于1998年，2001年正式对外开放，2009年对公众免费开放，2011年改陈提升为北岳文化陈列馆。该馆建筑为仿明清建筑风格的四合院，占地面积1800平方米，建筑面积730平方米，共设三个展室。第一展室展出五岳祭祀的由来及古北岳恒山（大茂山）的地理位置、文物古迹等等。第二展室展出从三皇五帝至清朝的历代帝王及官吏数百次的祭祀。第三展室展出北岳庙、修德寺塔的建筑艺术，及修德寺遗址出土的北魏、东魏、北齐、隋、唐的白石造像。[3][10]

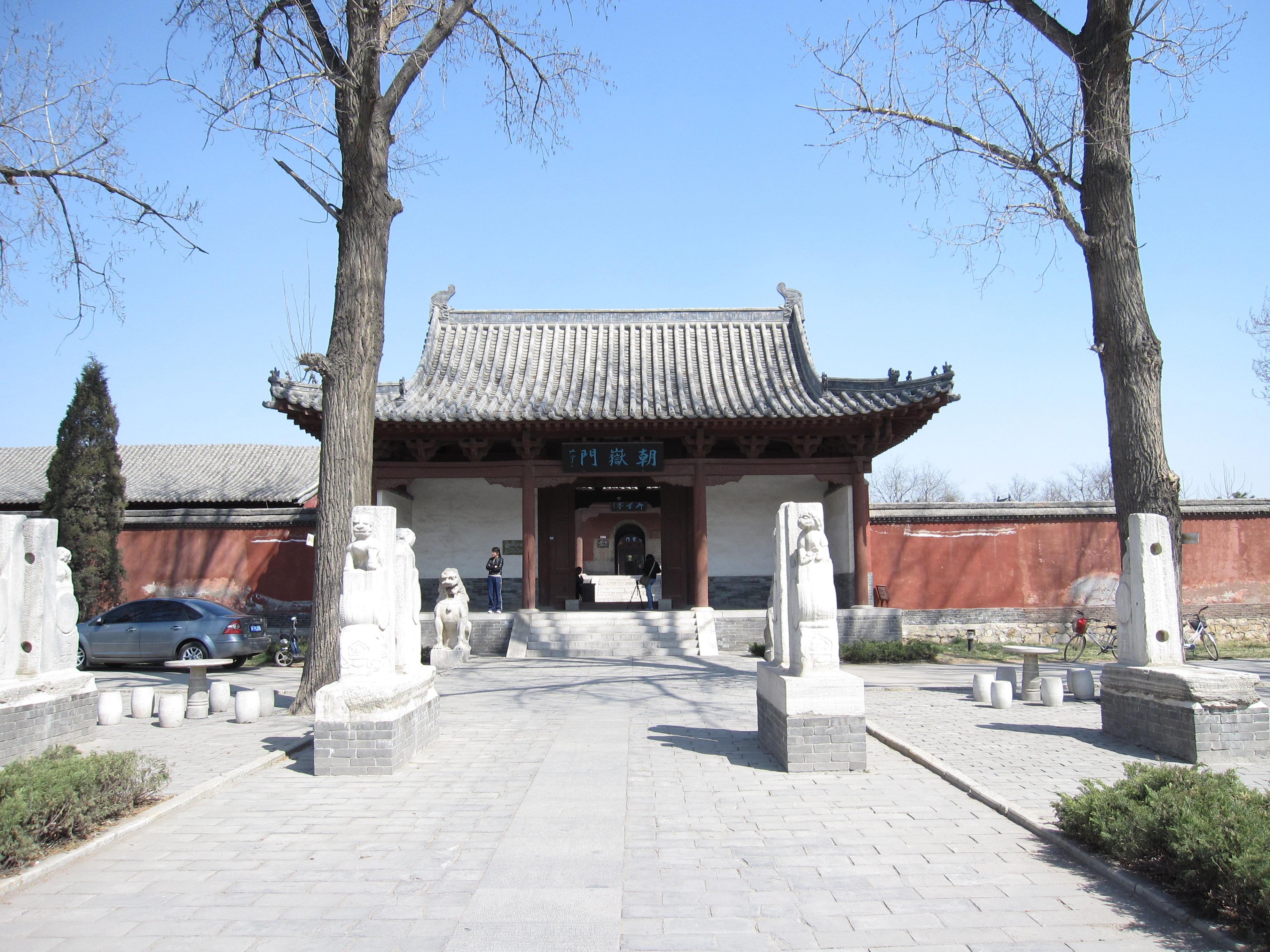
朝岳门
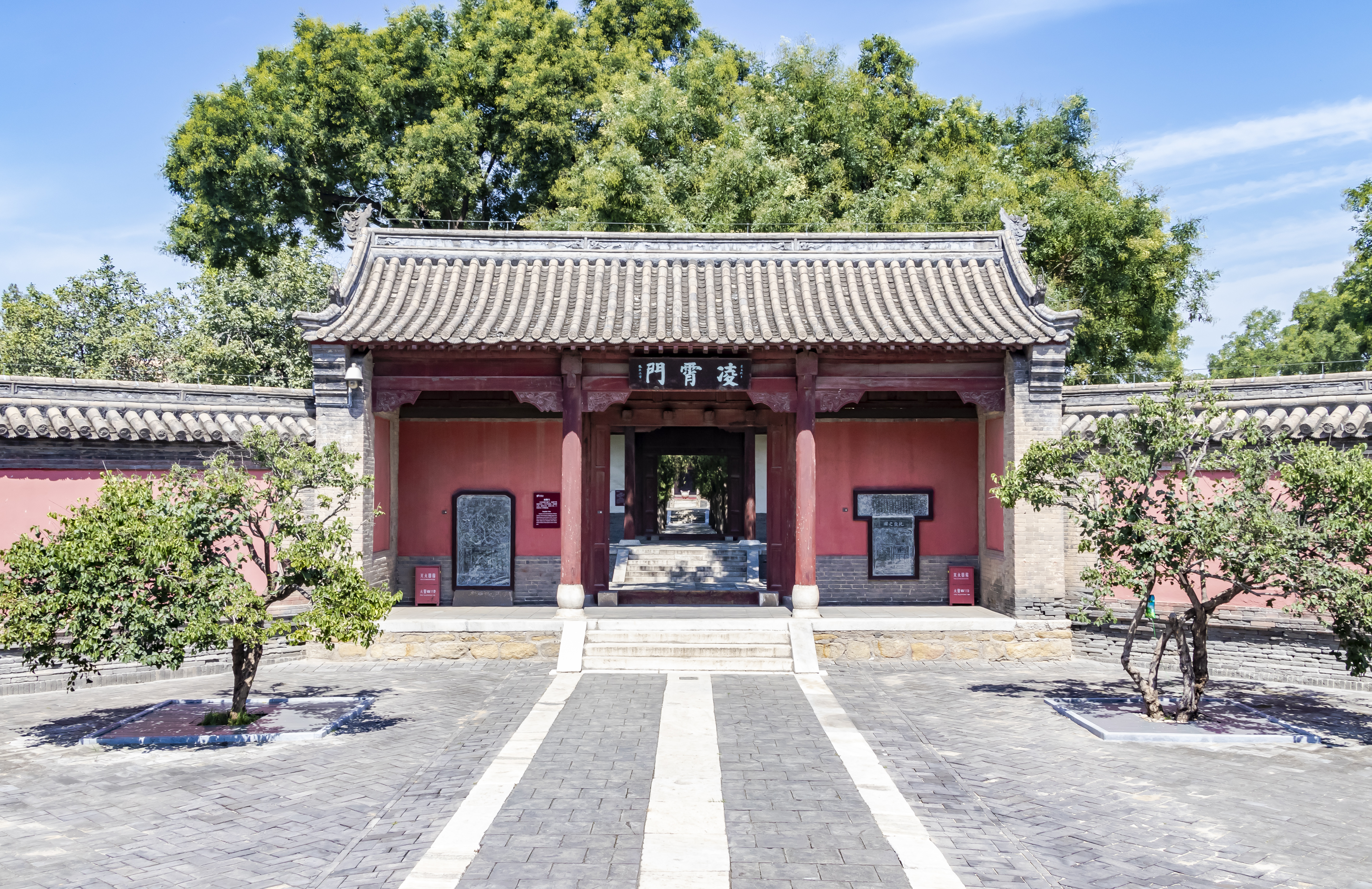
凌霄门
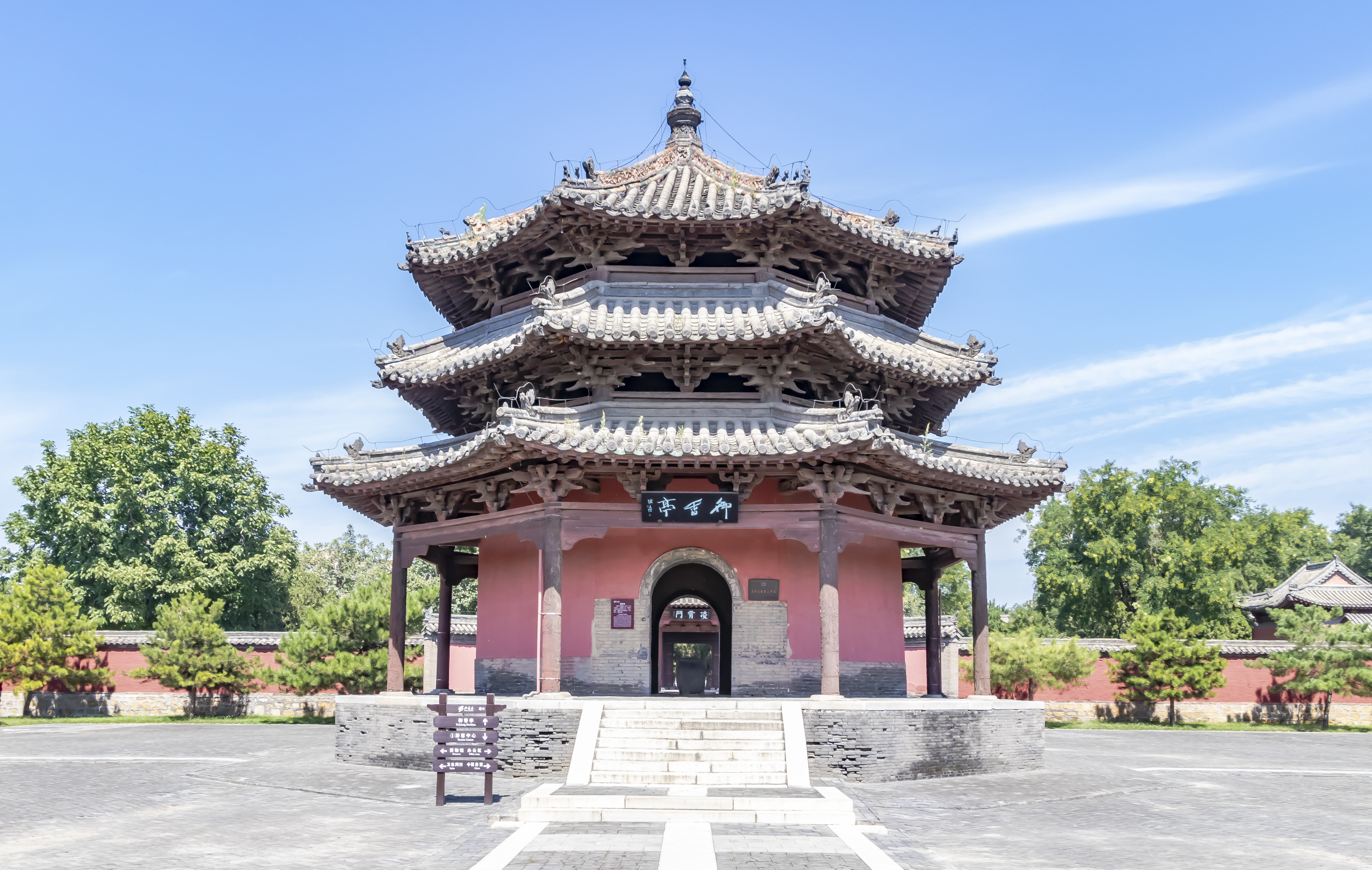
御香亭
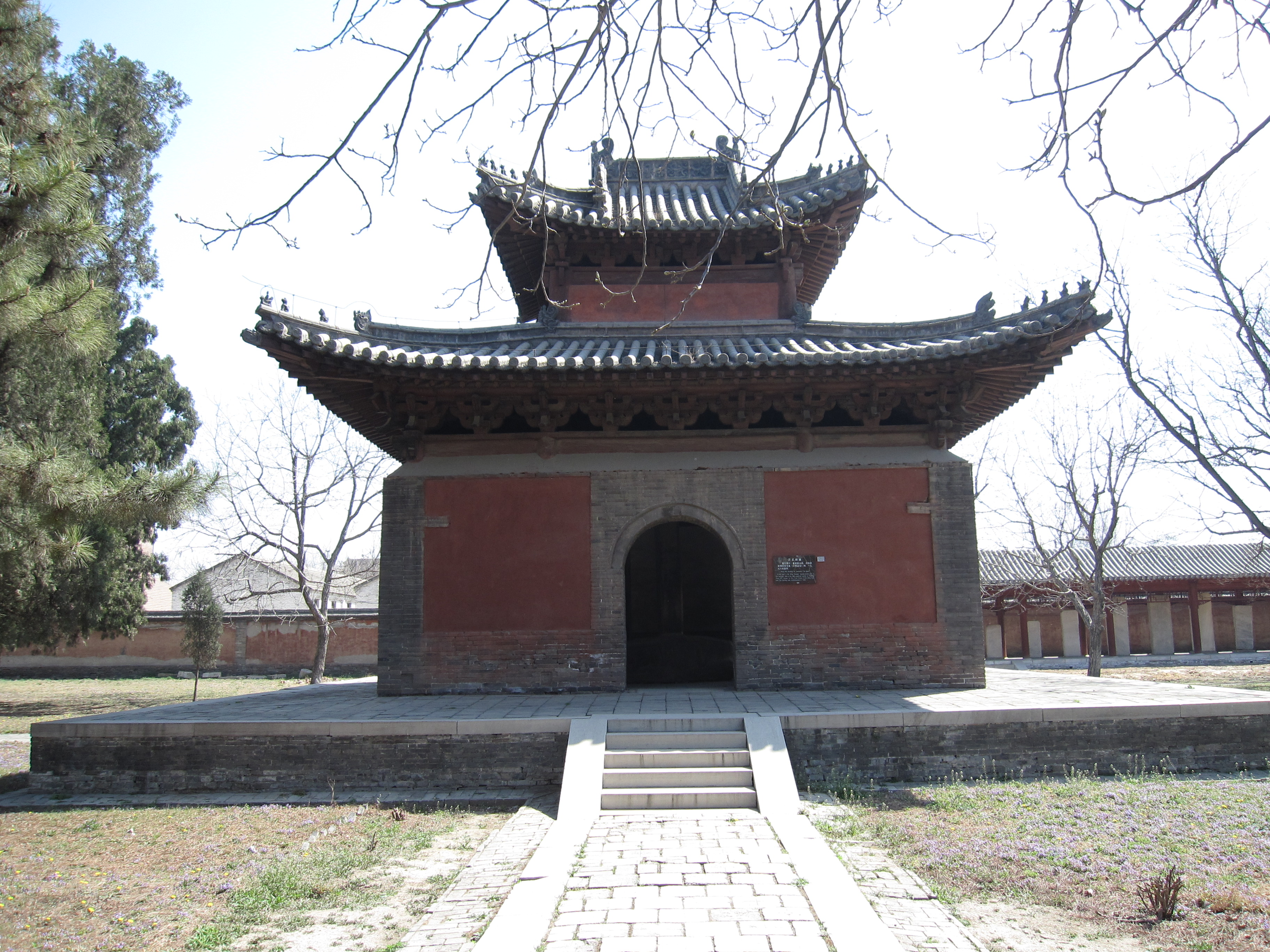
大宋碑楼
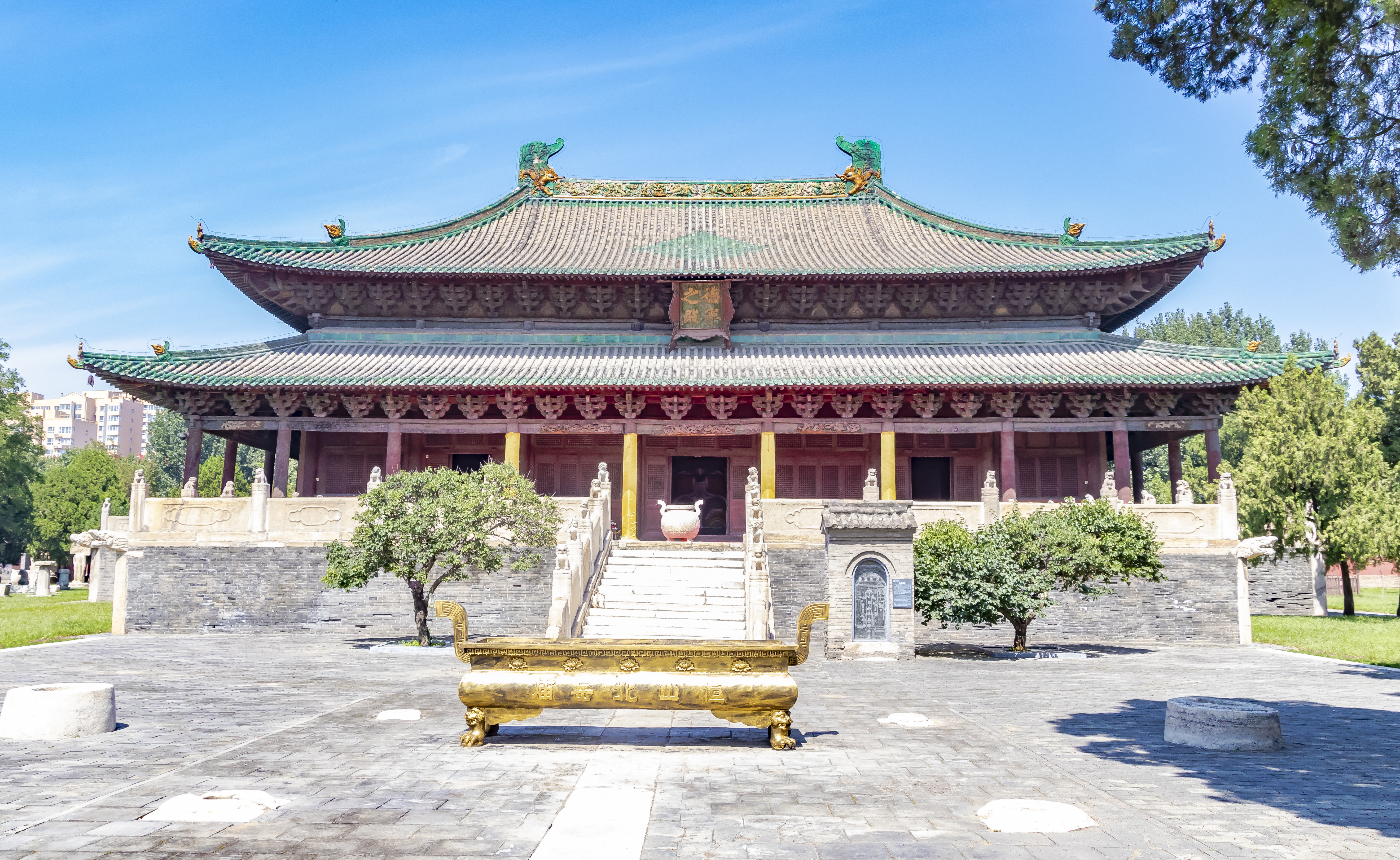
德宁之殿
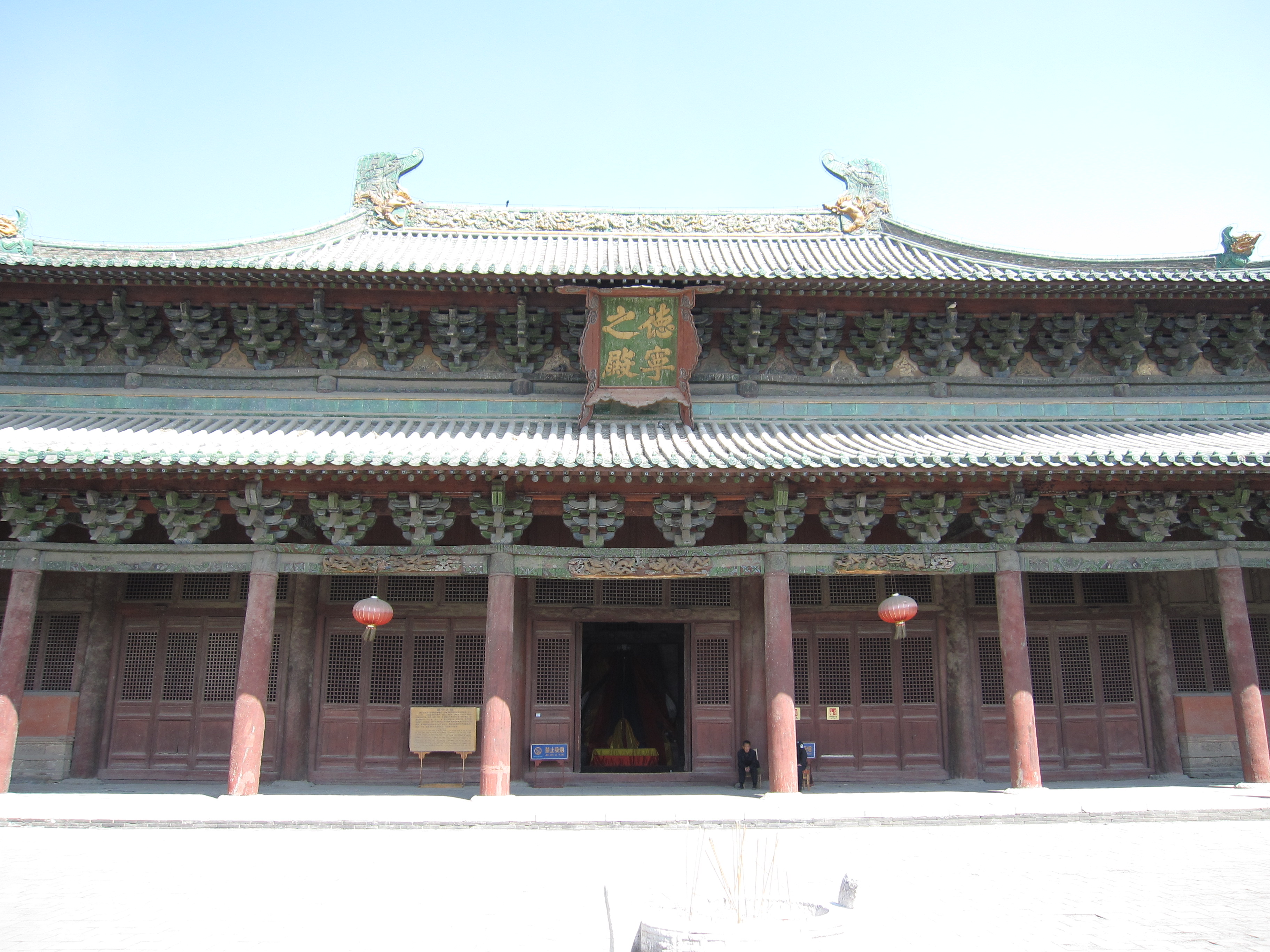
德宁之殿近观
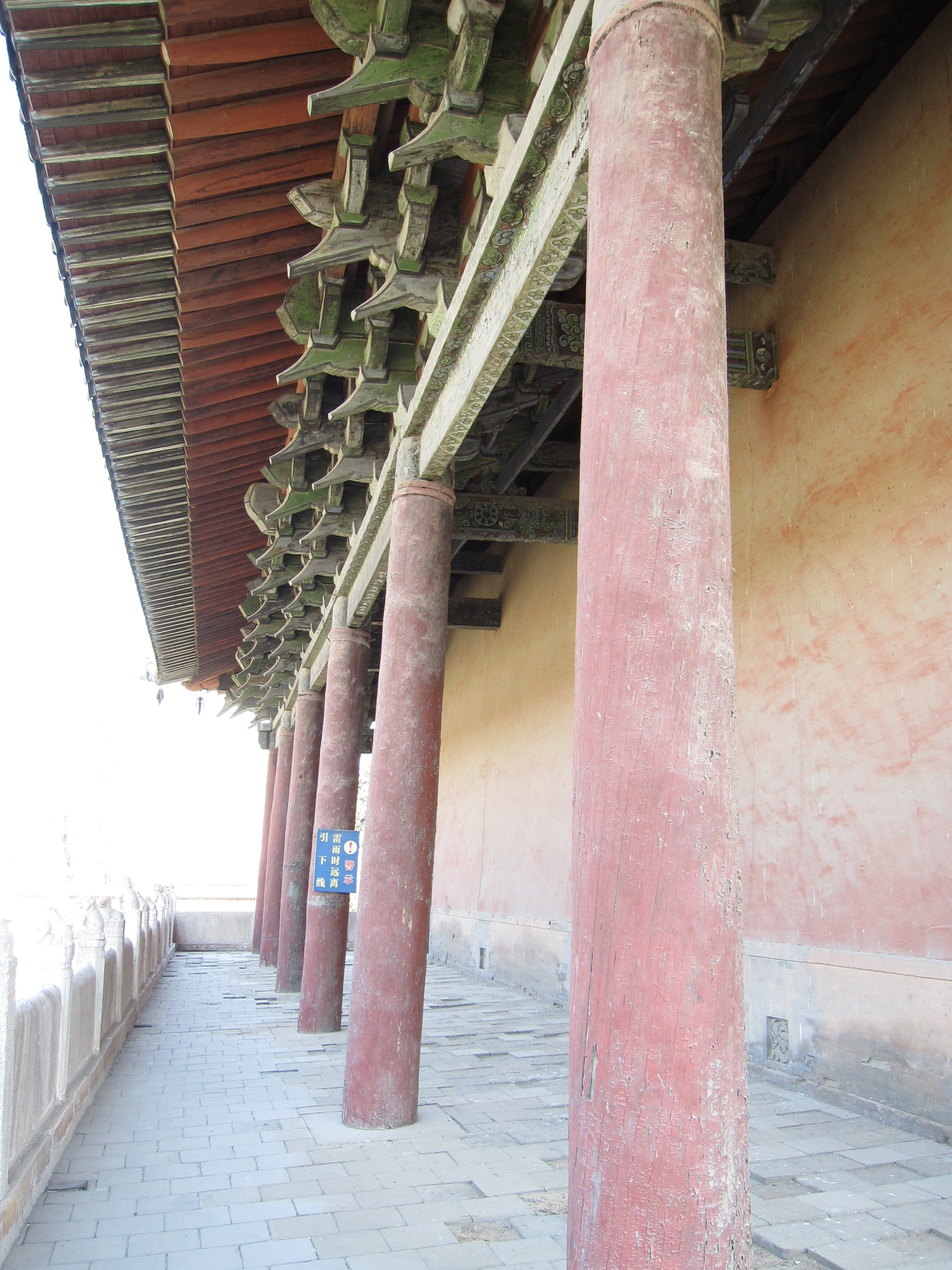
德宁之殿檐下斗栱